# Fyllinge
Fyllinge est une localité de Suède située dans la commune de Halmstad du comté de Halland. Elle couvre une superficie de 2,47 km2. En 2010, elle compte 2 927 habitants.